# Doliocarpus spraguei
Espèce
Classification APG III (2009)
Synonymes
- Calinea scandens Aubl.
- Doliocarpus calinea J.F. Gmel.
- Doliocarpus scandens (Aubl.) Gilg
- Soramia calinea Lam.
- Tetracera calinea Willd.[1]

Doliocarpus spraguei est une espèce de plantes à fleurs de la famille des Dilleniaceae. C'est une liane néotropicale.
En Guyane, les Doliocarpus sont appelés Liane chasseur (créole), Tameyut (Wayãpi), Samugne (Palikur), Dia titey, Toku titei (Aluku), Cipó-d'agua (Portugais). Au Brésil, on la connaît aussi sous le nom de Cipó piririca.

## Description
Doliocarpus spraguei est plante grimpante ligneuse une liane, ou un petit arbuste grimpant, à feuilles simples alternes, à branches quasiment cylindriques, lisses, grises et glabres.
Les feuilles sont glabres, rigides-coriaces, sombres (un peu plus pâle en dessous), brillantes sur les deux faces (surtout en dessous). Le pétiole des feuilles est long de 0,5-1 cm, presque noir lorsqu'il est sec, et canaliculé sur la face supérieure. Le limbe, est généralement wikt:condupliqué, mesure 5-12 x 2-6 cm, est de forme elliptique, ollongue-elliptique ou obovale-elliptique, présente une base aiguë, acuminé et aiguë à l'apex. La marge est généralement entière ou légèrement ondulée, particulièrement dans la moitié supérieure de la lame, ou, plus rarement, obscurément et lâchement denticulé dans la moitié supérieure. La nervure principale est saillante sur la face abaxiale, et légèrement imprimée sur la face adaxiale. Les 8 à 10 nervures secondaires sont courbes, parallèles (les supérieures s'anastomosent parfois indistinctement à proximité de la marge), saillantes en dessous, et pas ou peu sur la face supérieure. La nervation tertiaire est dense, réticulée, et distinctement éminente sur les deux faces. 
Les fleurs sont regroupées, selon les auteurs, en racèmes ou par 10-20, en cymes denses, ou en fascicules semiglobuleux, d'environ 7-12 mm de diamètre. Le pédoncule très court mesure 1-6 mm de long. Les petites bractées sont de forme lancéolée-triangulaire. Les pédicelles sont longs d'environ 2-4 mm. Pédoncules, bractées et pédicelles sont glabrescents, légèrement couverts de poils minuscules. La fleur ouverte est parfumée, jaune ou blanche, et mesure environ 5 mm de diamètre. 
Elle comporte 5 sépales inégaux mesurent jusqu'à 3,5 mm de long, sont de forme oblongue à obovale-elliptique ou obovale-oblongue, assez épais, persistants, et glabrescents ou courtement poilus sur la face extérieure. 
Les 3 pétales de forme suborbiculaire, mesurent environ 3 mm de long et de large, et sont précocement décidus. 
Les nombreuses étamines se composent de filets filiformes, minces, dilatés à l'apex, et de petites anthères subglobuleuses, érigée. 
L'unique carpelle est subglobuleux et glabre. 
Le fruit est une baie rouge, coriace, sub-globuleuse, d'environ 6-7 mm de diamètre. Il contient 1(-2) graines noires, sub-réniformes, longues d'environ 4 mm pour 3 mm de large, entourées d'un arille presque blanc,.

## Répartition
On rencontre Doliocarpus spraguei sur les plateau des Guyanes et dans le bassin amazonien : Colombie, Venezuela, Trinidad, Guyana, Suriname, Guyane et Brésil. 

## Écologie
Doliocarpus spraguei pousse sur les sols sableux et dans les écotones entre savanes, savanes arbustives sclérophylles, forêts ripicoles et forêts humides entre 200-1 600 m. On le trouve notamment sur les pentes des Tepui. 
Les fleurs de Doliocarpus spraguei sont visitées par une mélipone (Meliponini) amazonienne : Melipona rufiventris paraensis Ducke.
Doliocarpus spraguei est l'hôte d'un insecte gallogènes de la famille des Cecidomyiidae.

## Chimie
Doliocarpus spraguei est la seule espèce connue dans son genre qui contienne un flavonol peu commun : la « méarnsétine 3-rhamnoside, hitherto » (également isolé chez Acacia mearnsii  et Dorycnium suffrruticosum) qui y coexiste avec de la « quercetine » et de la « myricetin 3-rhamnosides ». Une autre étude précise que les feuilles de Doliocarpus spraguei contiennent les flavonoïdes suivants : Kaempférol, Mearnsetine, Mearnsetin 3-rhamnoside, Myricétine, Myricetin-3-O-α-L-rhamnoside, Quercetine, Quercetin-3-O-α-L-rhamnoside, Procyanidine et Prodelphinidine.

## Utilisations
Dans la microrégion du Salgado (Pará, Brésil), la tige fibreuse de Doliocarpus spraguei est utilisée comme lien sur les parois des casiers de pêche, ainsi que dans la fabrication de vanneries pour le transport du poisson.
La sève abondante et potable contenue dans cette « liane à eau » est connue pour désaltérer les chasseurs assoiffés en forêt : on peut remplir un verre à boire avec un tronçon d'un mètre de long.
Outre pour désaltérer, les Doliocarpus sont employés en Amazonie, pour soigner les ulcères causés par la Leishmaniose (écorce) et comme aphrodisiaque. Doliocarpus spraguei est connu dans la région du Rio Jauaperí pour ses propriétés réparatrice et pour le lavage d'estomac.
La sève des Doliocarpus était autrefois utilisée en Guyane comme dépuratif. Les Urubú-Ka'apor (en) du Brésil s'en servent comme tonique. Elle fournit un remède Palikur contre la coqueluche, la diarrhée, contre la « blesse » (sikgep, une douleur mobile située sous les côtes sur lesquelles elle appuie), et en traitement de longue durée, contre le diabète.
En Guyane, un Doliocarpus est un ingrédient de remèdes Aluku pour soigner les douleurs abdominales, la blennorragie et les morsures de serpent.
Les tiges de Doliocarpus entrent dans la préparation d'un puissant aphrodisiaque au Guyana.

## Histoire naturelle
En 1775, le botaniste Aublet propose la diagnose suivante pour Calinea scandens (synonyme de Doliocarpus spraguei) : 
« CALINEA ſcandens. (Tabula 221.) 

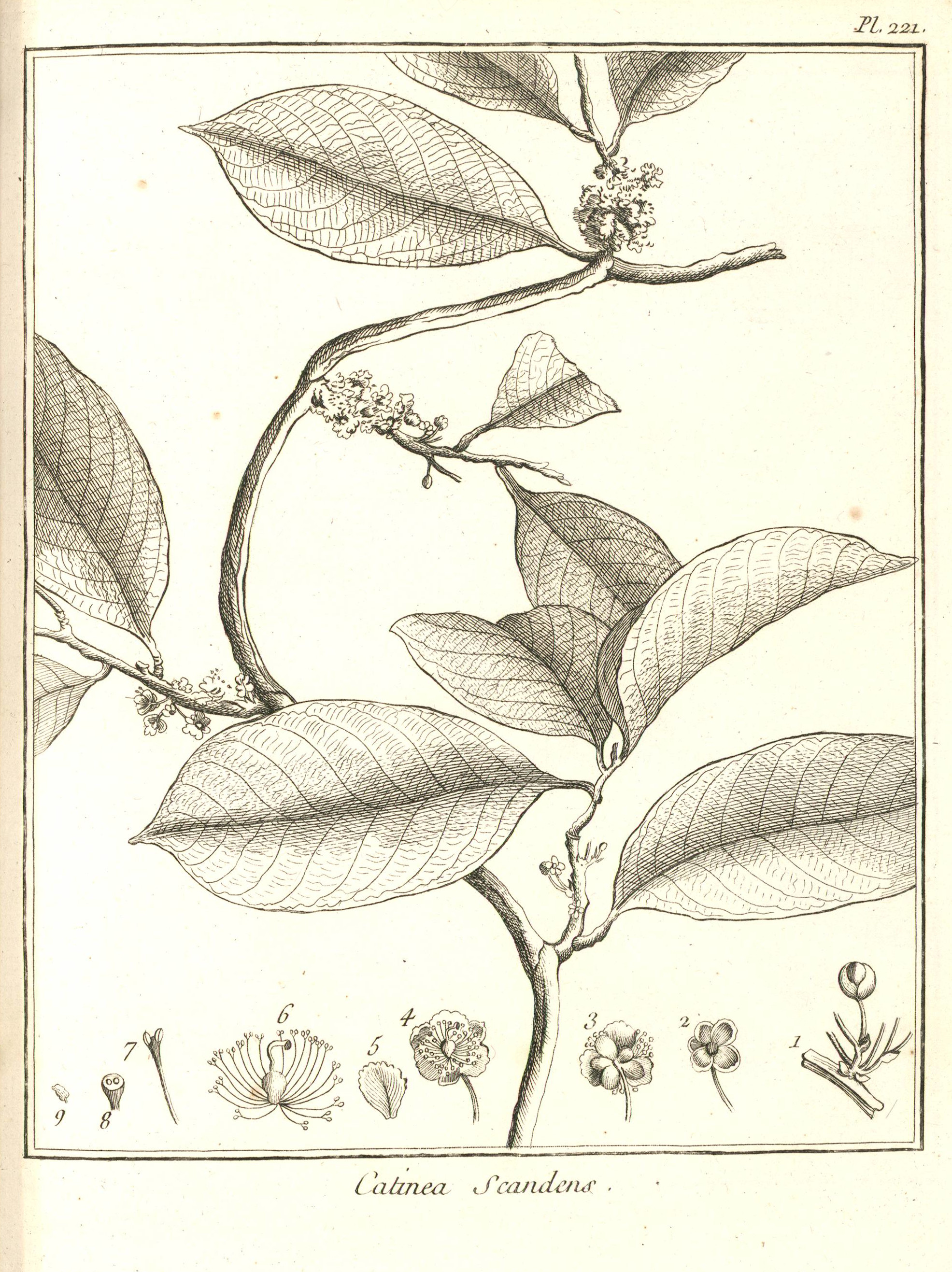
Doliocarpus spraguei par Aublet (1775) Planche 221. L'on a groſſi toutes les parties de la fleur. - 1. Portion de rameau avec les pédoncules d'un bouquet de fleurs. Écailles des pédoncules, Bouton de fleur. - 2. Calice. - 3. Fleur vue en deſſous. - 4. Fleur vue en deſſus. - 5. Un pétale. - 6. Ovaire, Style, Stigmate entouré d'étamines. - 7. Étamine ſéparée. - 8. Ovaire coupe en travers. - 9. Jeune ſemence.

Frutex, caules plures, nodoſos, ſarmentoſos, ramoſos, ſuprà arbores ſparſos, è radice emittens. Folia alterna, ovata, acuta, glabra, ngida, integerrima, petiolata. Flores ceſpitoſi, axillares, & ſuprà ramos ſparſi. Bractæ binæ, ad bafim unguli pedunculi. 
Florebat Aprili. 

Habitat in ſylvis propè comitatum de Gêne. »

« LE CALINIER. (PLANCHE 221.)
Cet arbrisseau pouſſe des tiges ligneuſes ; ſarmenteuſes & rameuſes, qui ſe répandent ſur les arbres voiſins. Les rameaux ſont garnis de feuilles alternes, liſſes, vertes, entières, ovales, terminées en pointe ; les plus grandes ont quatre pouces de longueur, ſur deux de largeur ; leur pédicule eſt court, convexe en deſſous, creuſé en gouttiere en deſſus. Les fleurs naiſſent à l'aiſſelle des feuilles &t ſur les rameaux ; elles, ſont rangées alternativement par petits bouquets, ſur une petite éminence. Leur pédoncule, à ſa baſe, eſt garni de deux petites écailles. Le calice eſt ſoutenu par deux petites écailles, & eſt diviſé en trois parties concaves, arrondies, vertes. 
La corolle eſt à trois pétales blancs, larges, arrondis & franges, attaches par un onglet au fond du calice, entre ſes diviſions qu'ils recouvrent. 
Les étamines ſont en grand nombre, rangées autour & au deſſous de l'ovaire. Leur filet eſt long, blanc, grêle & large à ſon extrémité ſupérieure qui porte deux bourſes d'anthères ſéparées. 
Le piſtil eſt un ovaire arrondi, ſurmonté d'un style courbe, & terminé par un stigmate creux, évaſé & en forme d'entonnoir, 
L'ovaire, que je n'ai pas vu en maturité, étant coupé tranſverſalement, paroit à deux loges qui contiennent chacune une petite SEMENCE. 
J’ai trouvé cet arbriſſeau aux environs des habitations des Garipons qui ſont au deſſus du terrein connu ſous le nom d’Abattis du Roi. 
II étoit en fleur dans le mois d'Avril. »

— Fusée-Aublet, 1775.